# Lotte Kopecky
Lotte Kopecky, née le 10 novembre 1995 à Rumst, est une coureuse cycliste belge, membre de l'équipe SD Worx. Elle court à la fois sur route et sur piste. 
Entre 2017 et 2024, elle totalise onze médailles aux championnats du monde sur piste, dont six médailles d'or (deux titres sur l'américaine, la course aux points et l'élimination). Elle est également double championne du monde sur route en 2023 et 2024. Elle est six fois championne d'Europe sur piste entre 2016 et 2024 et devient championne d'Europe du contre-la-montre en 2024. Aux Jeux olympiques d'été de 2024, elle décroche une médaille de bronze sur la course sur route.
En plus de ces championnats, Kopecky remporte de nombreuses courses sur route prestigieuses, dont le Tour des Flandres en 2022, 2023 et 2025, les Strade Bianche en 2022 et 2024, ainsi que Paris-Roubaix en 2024. Elle se classe également deuxième du Tour de France 2023 et du Tour d'Italie 2024, où elle remporte à chaque fois une étape et les classements par points.

## Carrière
Elle commence le cyclisme à l'âge de neuf ans. Elle fait alors du cyclo-cross comme son frère. Elle intègre ensuite l'école TopSport qui combine la pratique du sport aux études. Le cyclo-cross n'étant pas une discipline olympique, condition nécessaire pour faire partie du cursus, elle s'oriente vers la route et la piste,.
En 2015, elle se fait battre dans un sprint à deux au Trofee Maarten Wynants par Natalie van Gogh.

### Saison 2016
Début mai 2016, Lotte Kopecky remporte le Trofee Maarten Wynants au sprint. Aux championnats d'Europe espoirs sur piste, elle remporte les titres en course aux points et l'omnium. Durant la course en ligne des Jeux olympiques de Rio, elle est la première à attaquer et creuse une écart de plus de deux minutes sur le peloton. L'Allemande Romy Kasper est un temps en poursuite, mais elle ne parvient pas à boucher l'écart. Elle est finalement reprise par un groupe de poursuivantes peu avant l'ascension du Grumari où un regroupement général s'opère. Fin septembre, elle remporte les classements de la meilleure jeune et de la meilleure Belge du Tour de Belgique,.
Aux championnats d'Europe, elle se classe troisième de l'omnium et surtout remporte le tout premier titre de la course à l'américaine avec Jolien D'Hoore.

### Saison 2017
Au Circuit Het Nieuwsblad, Ellen van Dijk et Elisa Longo Borghini s'échappent après le Paterberg. Un premier groupe de poursuite est constitué d'Elena Cecchini, Lotte Kopecky, Christine Majerus et Gracie Elvin, mais le peloton le reprend. Les deux coureuses de tête comptent alors une minute et demi d'avance. Le Molenberg permet à un nouveau groupe de poursuite de prendre le large. Il comprend Lotte Kopecky, Lucinda Brand, Chantal Blaak, Annemiek van Vleuten et Amanda Spratt. La jonction avec la tête s'opère à seize kilomètres de l'arrivée. Le groupe se scinde immédiatement. Annemiek van Vleuten, Amanda Spratt et Lotte Kopecky sont distancées. Si les deux premières finissent par rentrer, ce n'est pas le cas de la dernière. Elle se classe finalement onzième.
Au Drentse 8, elle se classe deuxième du sprint derrière Chloe Hosking. Au Tour des Flandres, Katarzyna Niewiadoma accélère sur les pentes du Kanarieberg et provoque une sélection importante. Lotte Kopecky se trouve dans le groupe de tête et parvient à s'y maintenir jusqu'à l'arrivée. Elle se classe cinquième du sprint,. Aux championnats du monde sur piste de Hong-Kong, elle devient la première championne du monde de la course à l'américaine de l'histoire en duo avec Jolien D'Hoore.
Peu avant les championnats du monde sur route, elle doit annoncer son forfait à cause d'une déchirure à la cuisse.

### Saison 2018
En mars, alors qu'elle compte défendre son titre de championne du monde de la course à l'américaine, elle chute à l'entraînement et se blesse au coude. Elle doit renoncer à la compétition. Plus tard dans le mois, son équipe annonce qu'elle sera indisponible plusieurs semaines des suites de cette blessure.

### Saison 2019

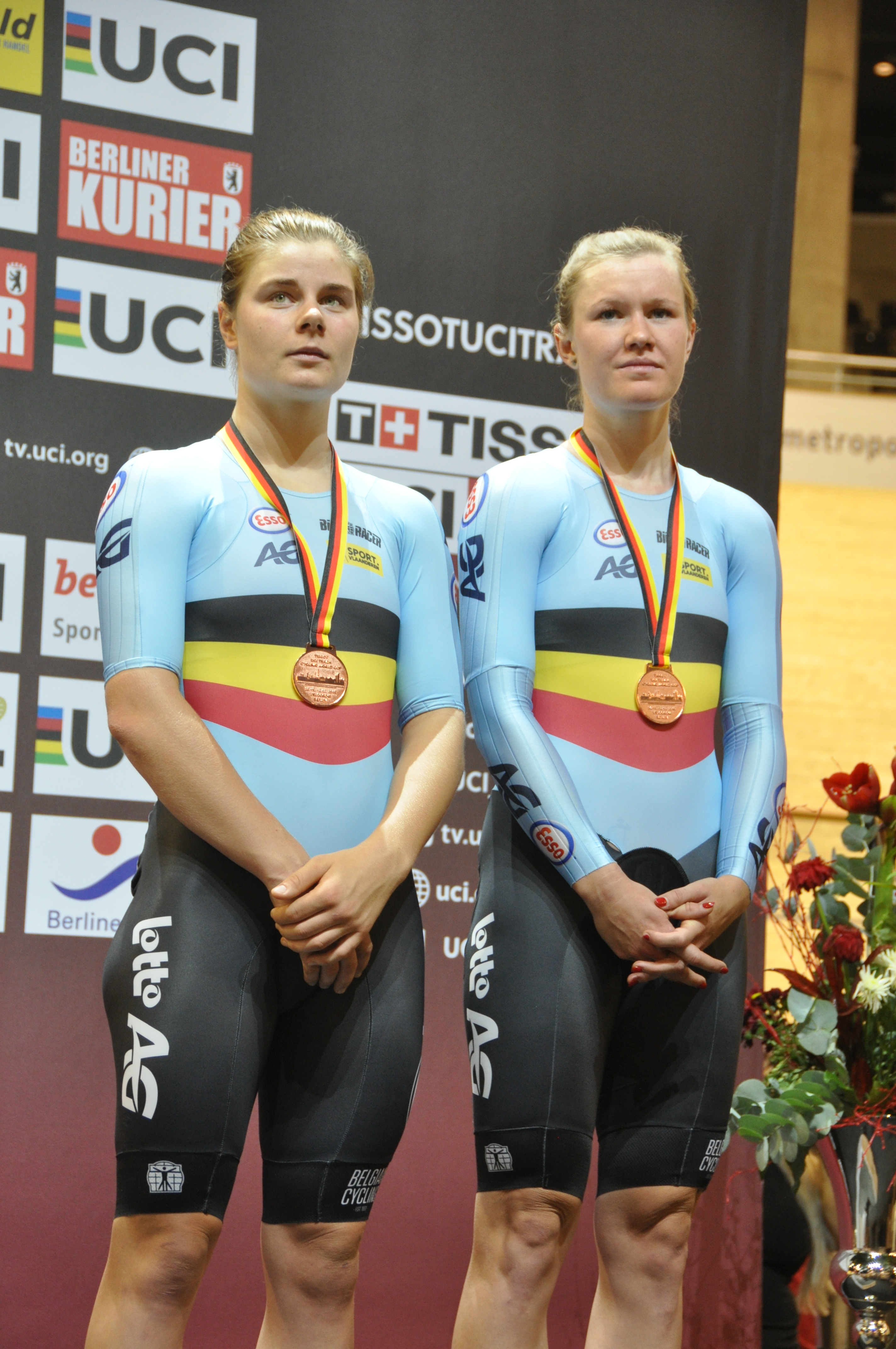
Avec Jolien D'Hoore (droite) aux championnats du monde sur piste

Fin juillet, elle est sélectionnée pour représenter son pays aux championnats d'Europe de cyclisme sur route. Elle s'adjuge à cette occasion la quatrième place du relais mixte.

### Saison 2020
Sur le Tour d'Italie, elle signe trois tops 10 avant de s'adjuger la 7e étape, sa première victoire World Tour. Elle décroche ensuite le titre de championne de Belgique en ligne. À Gand-Wevelgem, elle est dans le groupe de tête après le mont Kemmel. La victoire se joue au sprint. Amy Pieters lance le sprint. Lotte Kopecky, dans sa roue, se trouve obligée de lancer le sien assez tôt avec Jolien D'Hoore dans l'aspiration. Cette dernière n'a pas de peine à remonter et à s'imposer. Lotte Kopecky est deuxième. Au Tour des Flandres, elle se maintient en tête avec les meilleures. Dans le sprint pour la deuxième place, Chantal Blaak étant échappée, elle est seulement devancée par Amy Pieters. Elle est donc troisième de la course. Elle est ensuite troisième du sprint, après le déclassement de Jolien D'Hoore, des Trois Jours de La Panne derrière Lorena Wiebes et Lisa Brennauer.
Elle signe chez Liv Racing en octobre 2020 pour la saison 2021.

### 2021

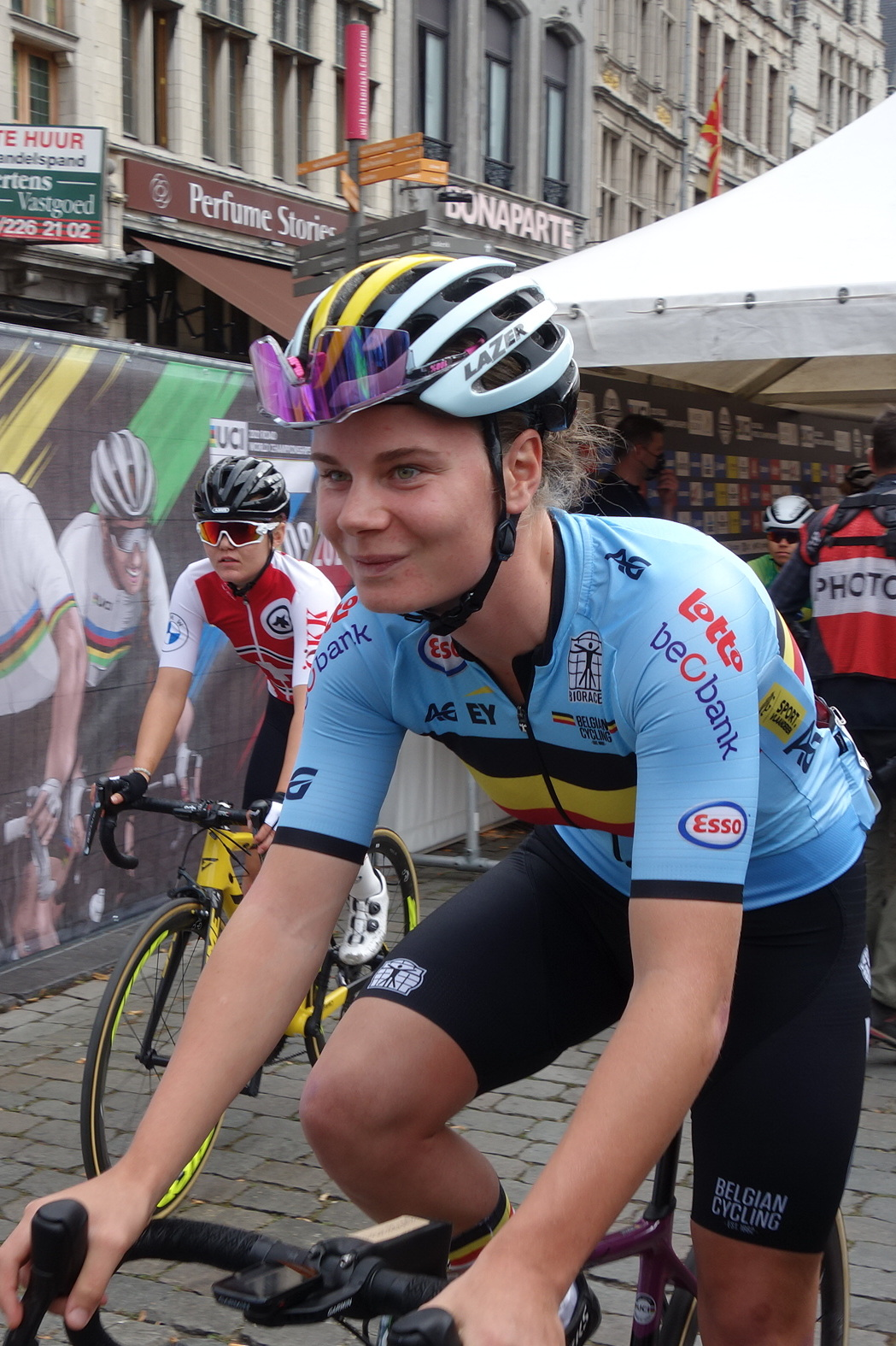
Au départ des championnats du monde

Elle se classe quatrième du Circuit Het Nieuwsblad après avoir été avec les meilleures dans le mur de Grammont. Elle remporte ensuite Le Samyn au sprint. Elle est quatrième des Trois Jours de La Panne. À Gand-Wevelgem, la course se conclut au sprint, Marianne Vos lance le sprint vent dans le dos et n'est pas dépassée. Lotte Kopecky est deuxième . Au Tour des Flandres, elle est victime d'un incident mécanique au pied du vieux Quaremont et perd un temps précieux. Elle est finalement treizième,.
Elle confirme sa domination sur le cyclisme belge en remportant les titres nationaux sur route et en contre-la-montre. Au Tour de Belgique, Lotte Kopecky, sous les couleurs de la Belgique, est quatrième du prologue. Sur la deuxième étape, elle est échappée, mais crève. Elle est troisième de l'étape. Dans l'ultime étape, Lotte Kopecky se montre la plus rapide dans le mur de Grammont. Elle gagne l'étape et le classement général.
Elle gagne au sprint la dernière étape du Ceratizit Challenge by La Vuelta. En préparation des mondiaux, Lotte Kopecky gagne la première étape du Trophée des Grimpeuses. Aux championnats du monde sur route, qui se déroule en Flandres, elle doit se contenter de la seizième place.
Aux championnats du monde sur piste, Lotte Kopecky remporte le titre en course aux points. Elle est également deuxième de l'omnium et de la course à l'élimination.

### 2022: Strade Bianche et Tour des Flandres
Aux Strade Bianche, Lotte Kopecky, déjà échappée avec Annemiek van Vleuten dans le dernier secteur gravier, se dispute la victoire avec celle-ci dans la montée finale. Elle bat la Néerlandaise dans un sprint atypique. Elle est quatrième de Gand-Wevelgem.
Au Tour des Flandres, Van Vleuten et Kopecky se détachent dans le Paterberg. Van den Broek-Blaak revient ensuite. Reusser attaque immédiatement, mais Van Vleuten est attentive. Van den Broek-Blaak contre, Van Vleuten doit de nouveau réagir. Elle est accompagnée de Kopecky. Van den Broek-Blaak donne le rythme à ce trio jusqu'à l'arrivée. Lotte Kopecky s'impose facilement au sprint devant Van Vleuten. À Paris-Roubaix, sur le secteur d'Auchy les Orchies, Lotte Kopecky attaque avec Marta Bastianelli. Elles sont rapidement rejointes par Lucinda Brand. Elles sont reprises plus loin. Elisa Longo Borghini sort à Templeuve seule. Dans le carrefour de l'arbre, Kopecky donne ses dernières forces et distance ses adversaires. Elle est cependant revue. Elle remporte finalement le sprint pour la seconde place.
Au Tour de Burgos, Lotte Kopecky gagne la première étape au sprint. En juin, elle conserve son titre national en contre-la-montre.
Au Tour d'Italie, Lotte Kopecky se classe quatrième du contre-la-montre inaugural. Elle est seulement devancée par Marianne Vos dans le sprint de la sixième étape. Au Tour de France, elle est troisième des sprints des première et sixième étapes.

### 2023: championne du monde sur route, doublé au Tour des Flandres, 2e du Tour de France

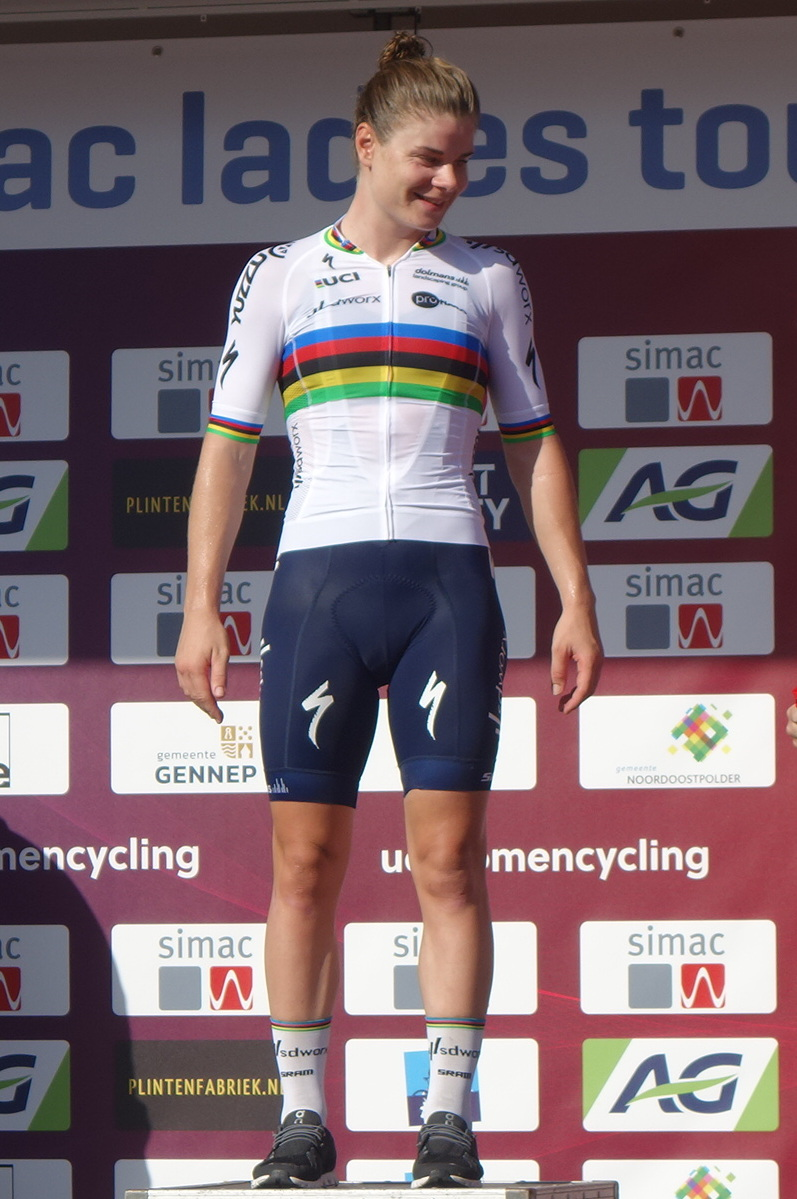
Lotte Kopecky avec son maillot de championne du monde

Au Circuit Het Nieuwsblad, Lotte Kopecky accélère dans le mur de Grammont. Elle revient sur la tête de course avant de partir seule dans le Bosberg et de s'imposer. Aux Strade Bianche, elle part dans Le Tolfe, opère la jonction sur Vollering sortie auparavant. Elles se départagent au sprint, Kopecky est deuxième. Elle remporte la Nokere Koerse portée par le souvenir de son frère Seppe décédé le week-end précédent avec la volonté de lui rendre hommage. Elle réalise le doublé au Tour des Flandres après s'être isolée dans le vieux Quaremont. Elle est deuxième de l'Amstel Gold Race. En mai, elle gagne le Tour de Thuringe. Elle conserve également ses titres nationaux en Belgique.
Elle participe au Tour de France et y remporte la première étape ainsi que le maillot jaune. Kopecky garde le maillot jaune sur ses épaules jusqu'à l'avant dernière étape du Tour avec l'ascension du col du Tourmalet qu'elle finit à une surprenante sixième place. À l'issue de la dernière étape, une épreuve contre-la-montre à Pau, Kopecky finit deuxième du classement général et première du classement par points, le maillot vert.
Lors des Championnats du monde de cyclisme UCI 2023 à Glasgow, sur la piste, Lotte Kopecky emporte les épreuves de course à l'élimination et de la course aux points. Sur route, elle s'impose en solitaire après avoir contrôlé et dominé la course. Il y avait 50 ans qu'une Belge (Nicole Vandenbroeck en 1973) n'avait plus remporté ce titre mondial. En septembre, elle gagne deux étapes et le classement général du Simac Ladies Tour. Elle termine la saison à la deuxième place mondiale et à la troisième de l'UCI World Tour.

### 2024: n° 1 mondial, championne du monde sur route, championne d'Europe du clm, Paris-Roubaix

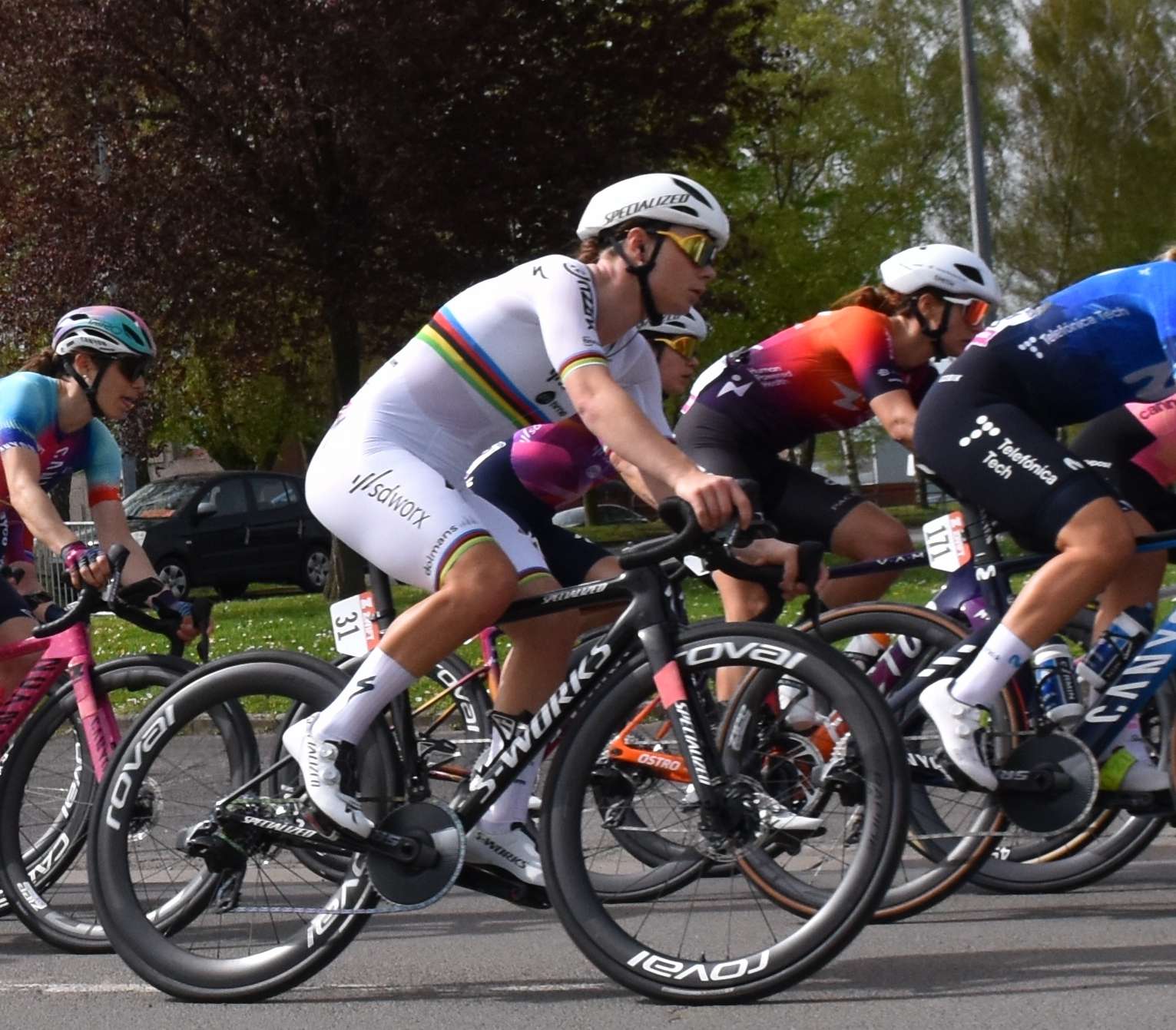
Lotte Kopecky - N°31 - Vainqueure au sprint du Paris-Roubaix Femmes 2024.

Lotte Kopecky commence l'année 2024 par cinq courses dans lesquelles elle remporte trois victoires et deux deuxièmes places. Sa première victoire de la saison se situe au sommet du Jebel Hafeet, arrivée de la 3e étape du Tour des Émirats arabes unis dont elle remporte le classement général. Le 24 février, elle termine deuxième dans un sprint à quatre, battue par Marianne Vos au Circuit Het Nieuwsblad. Le 2 mars, elle gagne pour la seconde fois les Strade Bianche, parvenant à lâcher Elisa Longo Borghini à 700 mètres de l'arrivée à Sienne. Onze jours plus tard, elle remporte en solitaire la Nokere Koerse pour un doublé consécutif. Au Tour des Flandres, elle est mal placée dans le Koppenberg et doit se contenter de la cinquième place. Le 31 mars, elle gagne Paris-Roubaix, remontant ses adversaires lors d'un sprint à six. Le 23 avril, elle devient numéro 1 au classement mondial UCI. En juin, elle remporte l|es deux premières étapes ainsi que le classement général et le classement par points du Tour de Grande-Bretagne. Les 20 et 23 juin, elle reconduit une fois de plus ses titres de championne de Belgique de contre-la-montre et sur route. En juillet, elle participe au Tour d'Italie. Elle y remporte la 5e étape à Foligno, le classement par points et termine deuxième du classement général à 21 secondes d'Elisa Longo Borghini.
Lors du contre-la-montre des Jeux olympiques de Paris, elle chute sur le sol mouillé et se classe à la sixième place à 24 secondes de la médaille de bronze. Huit jours plus tard, le 4 août, elle décroche cette médaille de bronze en terminant troisième de la course en ligne des JO. Le 11 août, dernière journée des JO, elle rate une seconde médaille de ce métal en terminant 4e sur piste lors de l'omnium. Le 11 septembre, elle obtient le titre de championne d'Europe du contre-la-montre au terme des 31,2 km au programme entre Heusden-Zolder et Hasselt. Elle y devance Ellen van Dijk et Christina Schweinberger.
Lors des Championnats du monde de cyclisme sur route 2024, à Zurich, elle s'impose au sprint pour remporter son deuxième titre de championne et la tunique arc-en-ciel. Tout d'abord mise en difficulté lors de l'ascension, elle parvient à recoller le groupe de tête pour passer la ligne en première devant l'américaine Chloé Dygert et l'italienne Elisa Longo Borghini. Le 5 octobre, elle arrive en compagnie de Marianne Vos pour le gain du titre de championne du monde de gravel à Louvain mais elle est battue par la Néerlandaise.

### 2025: triplé au Tour des Flandres

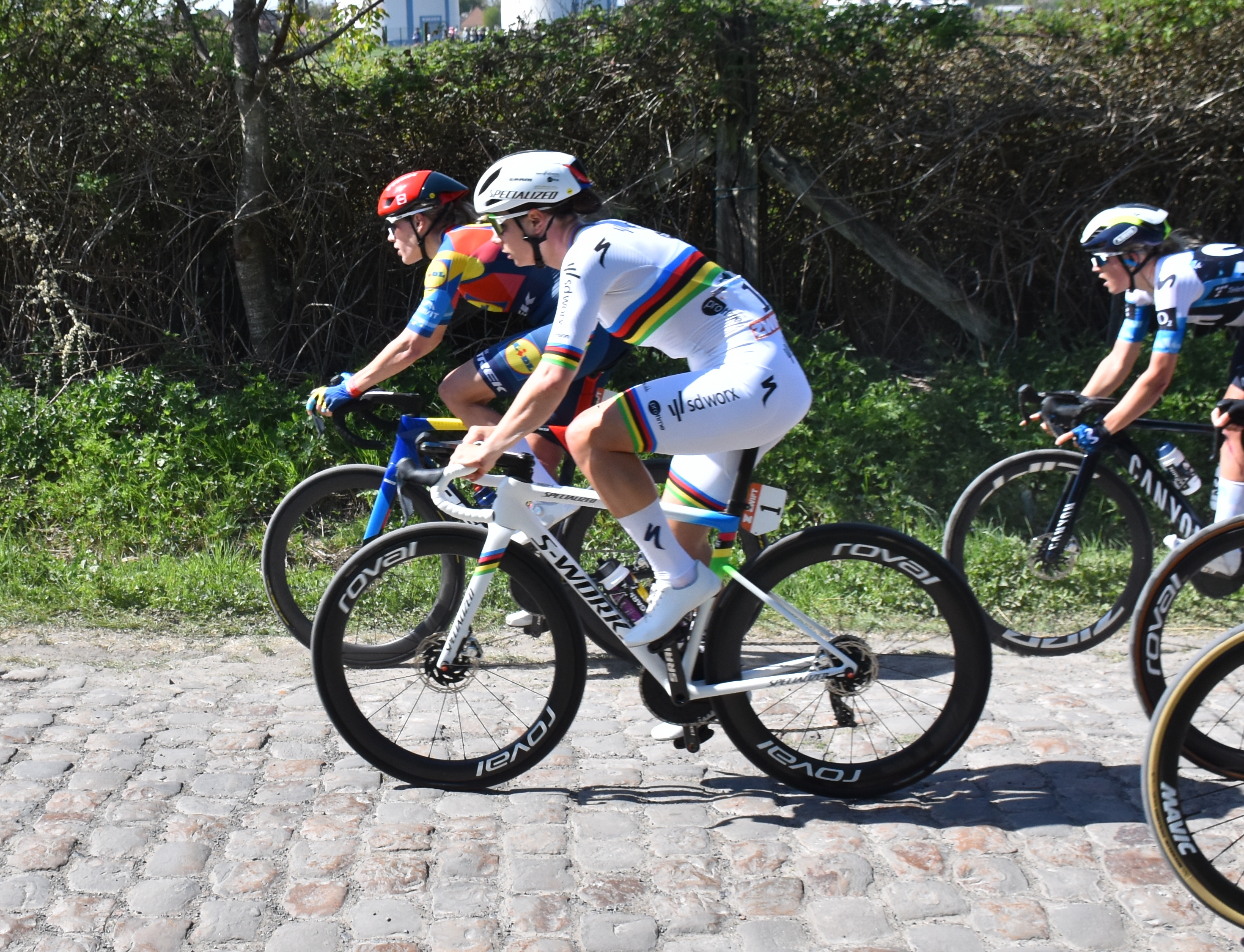
Lotte Kopecky lors de Paris-Roubaix

Elle entame la saison 2025 sur route sur Milan-San Remo, une nouvelle épreuve reprise d'emblée sur le calendrier de l'UCI World Tour féminin. En fin de course, elle accomplit un gros travail pour revenir sur Elisa Longo Borghini et permettre à son équipière Lorena Wiebes de l'emporter. Elle accomplit le même travail pour Lorena Wiebes avec le même résultat à Gand-Wevelgem. Lors d'À travers les Flandres, elle remporte le sprint d'un groupe de 15 coureuses pour la deuxième place 29 secondes derrière Elisa Longo Borghini. 
Quelques jours après avoir remporté le Trophée national du Mérite sportif, prestigieuse distinction belge visant à récompenser le meilleur sportif belge de l'année précédente et qui ne peut être obtenu qu'une seule fois dans une carrière, elle est au départ le 6 avril du Tour des Flandres avec le statut de favorite. Elle fait partie d'un quatuor de tête formé dans la montée du Vieux Quaremont et remporte en puissance le sprint à quatre à Audenarde, sa première victoire de l'année sur route, devenant la première coureuse victorieuse à trois reprises du Ronde féminin.
Elle participe au Tour d'Italie en guise de préparation au Tour de France. Elle se classe deuxième derrière Marlen Reusser du contre-la-montre initial de Bergame puis emmène son équipière Lorena Wiebes vers deux victoires d'étape mais est largement distancée au classement général, à plus de 20 minutes de la porteuse du maillot rose. Elle est non partante lors de la 6e étape. Elle connait ensuite un Tour de France difficile, tant physiquement que mentalement, où elle ne se retrouve jamais en lice pour une victoire d'étape et encore moins pour la victoire finale.

## Palmarès sur route

### Par années
| - 2010 - Championne de Belgique du contre-la-montre cadettes - 2011 - Championne de Belgique du contre-la-montre cadettes - 2012 - Championne de Belgique du contre-la-montre juniors - 2e du championnat de Belgique sur route juniors - 3e du championnat d'Europe du contre-la-montre juniors - 2013 - 2e du championnat de Belgique du contre-la-montre juniors - 2014 - 2e du championnat de Belgique sur route - 2015 - 2e du championnat de Belgique sur route - 2e du Trofee Maarten Wynants - 2016 - Trofee Maarten Wynants - 2e du championnat de Belgique sur route - 2e du championnat de Belgique du contre-la-montre - 2e de Gooik-Geraardsbergen-Gooik - 2017 - Championne de Belgique du contre-la-montre espoirs - 2e du Drentse 8 - 2e du championnat de Belgique sur route - 2018 - 1re étape du Tour de Belgique - 2e du championnat de Belgique du contre-la-montre - 2019 - Championne de Belgique du contre-la-montre - Tour de la Communauté valencienne - MerXem Classic - 2e du Tour de Belgique - 3e de Nokere Koerse - 3e des Trois Jours de La Panne - 3e du Tour de l'île de Chongming - 3e de Dwars door de Westhoek - 3e du Diamond Tour - 5e du Tour de Drenthe - 6e de Gand-Wevelgem - 2020 - Championne de Belgique sur route - Championne de Belgique du contre-la-montre - 7e étape du Tour d'Italie - 2e de Gand-Wevelgem - 3e du Samyn des Dames - 3e du Tour des Flandres - 3e des Trois Jours de La Panne - 7e du championnat d'Europe sur route - 2021 - Championne de Belgique sur route - Championne de Belgique du contre-la-montre - Samyn des Dames - 4e étape du Tour de Thuringe - Tour de Belgique : - Classement général - 3e étape - 4e étape du Ceratizit Challenge by La Vuelta - 1re étape du Trophée des Grimpeuses - 2e de Gand-Wevelgem - 2e du Tour de Thuringe - 4e de la course en ligne des Jeux olympiques - 2022 - Championne de Belgique du contre-la-montre - Strade Bianche - Tour des Flandres - 1re étape du Tour de Burgos - Médaillée d'argent du championnat du monde sur route - 2e de Nokere Koerse voor Dames - 2e de Paris-Roubaix - 3e du Tour de Drenthe - 4e de Gand-Wevelgem - 4e de la RideLondon-Classique - 9e de la Classic Bruges-La Panne - 9e du championnat du monde du contre-la-montre | - 2023 - Championne du monde sur route - Championne de Belgique sur route - Championne de Belgique du contre-la-montre - Circuit Het Nieuwsblad - Tour des Flandres - Nokere Koerse voor Dames - Veenendaal-Veenendaal Classic - Tour de Thuringe : - Classement général - 1re (contre-la-montre par équipes) et 6e étapes - À travers le Hageland - 1re étape du Tour de France - Simac Ladies Tour : - Classement général - 2e (contre-la-montre) et 4e étapes - 2e des Strade Bianche - 2e de l'Amstel Gold Race - 2e du Tour de France - Médaillée de bronze du championnat d'Europe sur route - 5e du championnat d'Europe du contre-la-montre - 7e de Paris-Roubaix - 2024 - Championne du monde sur route - Championne d'Europe du contre-la-montre - Championne de Belgique sur route - Championne de Belgique du contre-la-montre - Tour des Émirats arabes unis : - Classement général - 3e étape - Strade Bianche - Nokere Koerse voor Dames - Paris-Roubaix - Tour de Grande-Bretagne : - Classement général - 1re et 2e étapes - 5e étape du Tour d'Italie - Tour de Romandie - Simac Ladies Tour - Classement général - 6e étape - Médaillée de bronze de la course en ligne des Jeux olympiques - 2e du Circuit Het Nieuwsblad - 2e du Trofeo Alfredo Binda-Comune di Cittiglio - 2e du Tour d'Italie - 3e de la RideLondon-Classique - 5e du Tour des Flandres - 5e du championnat du monde du contre-la-montre - 6e du contre-la-montre des Jeux olympiques - 2025 - Championne de Belgique du contre-la-montre - Tour des Flandres - 2e d'À travers les Flandres - 5e de Liège-Bastogne-Liège - 9e de Milan-San Remo |

### Résultats sur les grands tours

#### Tour d'Italie
5 participations :
- 2019 : 86e
- 2020 : abandon (8e étape), vainqueure de la 7e étape
- 2022 : 42e
- 2024 : 2e,  vainqueure du classement par points et de la 5e étape
- 2025 : non-partante (6e étape)

#### Tour de France
3 participations :
- 2022 : 38e
- 2023 : 2e,  vainqueure du classement par points et de la 1re étape,  maillot jaune pendant 6 jours.
- 2025 : 45e

### Classements mondiaux
| Année                                 | 2014 | 2015 | 2016 | 2017 | 2018 | 2019 | 2020 | 2021 | 2022 | 2023 | 2024 |
| ------------------------------------- | ---- | ---- | ---- | ---- | ---- | ---- | ---- | ---- | ---- | ---- | ---- |
| Classement UCI                        | 315e | 121e | 54e  | 41e  | 49e  | 13e  | 8e   | 8e   | 4e   | 2e   | 1re  |
| UCI World Tour                        |      |      | 90e  | 51e  | 91e  | 17e  | 5e   | 16e  | 6e   | 3e   | 1re  |
|                                       |      |      |      |      |      |      |      |      |      |      |      |
| Légende : nc = non classéSource : UCI |      |      |      |      |      |      |      |      |      |      |      |

## Palmarès sur piste

### Jeux olympiques
- Tokyo 2020
  - 10e de la course à l'américaine
  - Abandon sur l'omnium
- Paris 2024
  - 4e de l'omnium

### Championnats du monde
| Édition / Épreuve              | Poursuite individuelle | Poursuite par équipes | Course aux points | Américaine | Omnium | Course à l'élimination |
| Minsk 2013                     |                        | 14e                   | 11e               |            |        |                        |
| Cali 2014                      | 13e                    | 10e                   |                   |            |        |                        |
| Saint-Quentin-en-Yvelines 2015 | 14e                    |                       |                   |            |        |                        |
| Londres 2016                   | 9e                     |                       | 12e               |            |        |                        |
| Hong Kong 2017                 |                        | 10e                   | 4e                | Or         | 6e     |                        |
| Apeldoorn 2018                 |                        | 12e                   |                   |            | 7e     |                        |
| Pruszków 2019                  |                        | 8e                    | 10e               | 7e         | 19e    |                        |
| Berlin 2020                    |                        | 10e                   | 4e                | 10e        |        |                        |
| Roubaix 2021                   |                        |                       | Or                |            | Argent | Argent                 |
| Saint-Quentin-en-Yvelines 2022 |                        |                       |                   | Or         |        | Or                     |
| Glasgow 2023                   |                        |                       | Or                |            | Bronze | Or                     |
| Ballerup 2024                  |                        |                       | Argent            |            |        | Argent                 |

### Coupe du monde
- 2016-2017 
  - Classement général de l'omnium
  - 1re de l'omnium à Cali
  - 2e de l'omnium à Glasgow
- 2017-2018
  - 1re de la course aux points à Pruszków
  - 1re de l'américaine à Pruszków (avec Jolien D'Hoore)
  - 2e de l'américaine à Manchester
- 2018-2019
  - 1re de l'américaine à Cambridge (avec Jolien D'Hoore)
  - 2e de l'américaine à Hong Kong
  - 3e de l'américaine à Berlin
  - 3e de l'américaine à Londres
- 2019-2020
  - 2e de la poursuite par équipes à Hong Kong
  - 2e de l'américaine à Milton

### Coupe des nations
- 2022
  - 3e de l'omnium à Glasgow
- 2023
  - 1re de l'américaine à Milton (avec Shari Bossuyt)

### Championnats d'Europe
| Édition / Épreuve              | Poursuite individuelle | Poursuite par équipes | Course aux points | Américaine | Omnium | Course à l'élimination |
| Anadia 2013 (juniors)          | Or                     | Bronze                | Or                |            |        |                        |
| Anadia 2014 (espoirs)          | Bronze                 |                       | 6e                |            | 7e     |                        |
| Baie-Mahault 2014              | 7e                     |                       |                   |            |        |                        |
| Athènes 2015 (espoirs)         | 4e                     |                       | 6e                |            | 7e     |                        |
| Granges 2015                   |                        |                       | 5e                |            |        |                        |
| Montichiari 2016 (espoirs)     | 4e                     |                       | Or                |            | Or     |                        |
| Saint-Quentin-en-Yvelines 2016 | 6e                     |                       |                   | Or         | Bronze |                        |
| Berlin 2017                    |                        | 6e                    |                   |            |        | 4e                     |
| Glasgow 2018                   |                        | 6e                    | 6e                | 6e         | 8e     |                        |
| Apeldoorn 2019                 |                        | 5e                    |                   | 7e         | 10e    |                        |
| Munich 2022                    |                        |                       | Or                |            | 4e     | Or                     |
| Granges 2023                   |                        |                       |                   | 4e         | Bronze | Or                     |
| Apeldoorn 2024                 |                        |                       | Or                | Argent     | 7e     | Or                     |

### Championnats de Belgique
| - 2010 - Championne de Belgique de poursuite cadettes - 2e de la poursuite par équipes (avec Sarah Inghelbrecht et Gilke Croket) - 3e de l'omnium cadettes - 3e du scratch cadettes - 2011 - 2e de vitesse par équipes juniors (avec Saartje Vandenbroucke) - 3e de la poursuite cadettes - 3e de la poursuite par équipes (avec Steffi Derveaux et Gilke Croket) - 3e du keirin cadettes - 2012 - 2e de la poursuite juniors - 2e de la poursuite par équipes (avec Jessy Druyts et Gilke Croket) - 3e de la course aux points juniors - 2013 - 2e de l'omnium juniors - 2014 - Championne de Belgique de poursuite - 3e du 500 m - 3e du keirin - 3e de la course aux points - 2015 - Championne de Belgique de poursuite - 2e du scratch - 2e de la course aux points - 2e de l'omnium | - 2016 - Championne de Belgique de l'omnium - 2e du scratch - 2e de la poursuite - 2e de la course aux points - 2017 - Championne de Belgique du scratch - Championne de Belgique de la course aux points - Championne de Belgique de l'omnium - 2018 - Championne de Belgique de la course aux points - Championne de Belgique de l'omnium - 2019 - 2e du scratch - 2e de la course aux points - 2023 - Championne de Belgique du scratch - Championne de Belgique de la course aux points - Championne de Belgique de l'omnium |

### Autres compétitions
- 2014-2015
  - Scratch d'Aigle
  - Poursuite à Gand
  - 2e de la course aux points à Gand
  - 2e du scratch à Gand
  - 3e de la poursuite de l'International Belgian Open
  - 3e du scratch de l'Open des Nations de Roubaix
- 2015-2016
  - 2e du scratch à Cali

## Palmarès en cyclo-cross
- 2020-2021
  - 2e du championnat de Belgique de cyclo-cross

## Palmarès en gravel
- Brabant flamand 2024
  -  Médaillée d'argent du championnat du monde de gravel

## Distinctions
- Espoir de l'année en Belgique : 2017
- Trophée Flandrien : 2020, 2021, 2022, 2023 et 2024
- Vélo de cristal : 2020, 2021, 2022, 2023 et 2024
- Sportive belge de l'année : 2023
- Trophée national du Mérite sportif : 2024[48]